# Model Mugging
El Model Mugging es una forma de defensa personal, cuyos instructores son llamados «simuladores de asaltos» (en inglés: Model muggers) y visten protecciones voluminosas muy características. Fue fundado por Matt Thomas y desarrollada por Danielle Smith, Julio Toribio, Sheryl Doran y Mark Morris, en el verano de 1971, después de que una mujer cinturón negro de karate no pudiera defenderse de un violento depredador sexual. El Model Mugging intenta convertir la reacción de la adrenalina en una respuesta activa, en lugar de miedo paralizador, a través de ataques simulados y sesiones grupales de conversación.

## Técnicas y entrenamiento
El entrenamiento del Model Mugging implica sesiones de juegos de rol, y a veces, luchas en diferentes situaciones de asalto. Se enseñan técnicas de defensa física, métodos para evitar o rehuir asaltos potenciales, defensas verbales y estrategias de toma de decisiones bajo presión. 
Durante los asaltos simulados, el instructor, fuertemente protegido, acosa, manosea o directamente ataca al estudiante, que puede responder (si piensa que una respuesta física puede ser apropiada por la situación) con ataques de fuerza intensa. La carga emocional que implica la naturaleza de las situaciones, combinada con el sesgo violento del combate, suele provocar niveles altos de adrenalina, similares a los que tendrían lugar en un asalto real. La naturaleza intensa del entrenamiento intenta mostrar al estudiante cómo pensar claramente y responder en situaciones de tensión extrema.

## Historia
El Model Mugging obtuvo una publicidad notable a finales de los años 70 y principios de los 80 del siglo XX. El primer reconocimiento público importante fue la aparición, en 1978, en la revista Human Behavior, y en The Chronicle of Higher Education. 
La popularidad del Model Mugging creció rápidamente después de la publicación de un artículo en la revista Black Belt que describía el nuevo sistema de entrenamiento. Otras muchas publicaciones y seguidores aportaron una cobertura mediática muy positiva, especialmente en la revista People.  
El programa fue ampliamente publicitado en muchos medios, como las revistas Life y Glamour.
En 1990, algunas instructoras femeninas declararon haber sufrido agresiones sexuales por parte de instructores masculinos de Model Mugging. Después de varias acusaciones a Thomas por conducta inapropiada, debido a hechos que habrían tenido lugar en unas clases privadas que ofreció a diferentes instructoras del programa, la dirección nacional de Model Mugging de Estados Unidos aprobó nuevas normas que prohibían su práctica. Las mujeres que habían interpuesto las denuncias rompieron con el programa Model Mugging aprendido en Stanford y formaron sus propias organizaciones de autodefensa. 
En 1990, el psicólogo Albert Bandura usó el Model Mugging para un estudio psicológico en el que, junto con Elizabet Ozer, establecieron la hipótesis de que «la toma de conciencia y el autocontrol rigen la capacidad de sobreponerse sobre las amenazas físicas». Las mujeres participaron en un programa orientado al aprendizaje de habilidades físicas para defenderse con éxito contra asaltantes sexuales desarmados.